# И Чжэньмэй, Люция
Люция И Чжэньмэй  (кит. трад. 易貞美 璐琪, 17 января 1815, Mianzhou Zhilizhou — 19 февраля 1862, Гуйчжоу) — святая Римско-Католической Церкви, мученица.

## Биография
Люция И Чжэньмэй родилась 17 января 1815 года в католической семье. После смерти отца Люция И Чжэньмэй осталась с матерью и старшим братом. Когда её брат отправился в Чунцин, чтобы там заниматься медицинской практикой, Люция И Чжэньмэй и её мать поехали на новое местожительство вместе с ним. Люция И Чжэньмэй помогала в католическом приходе местному священнику, обучая женщин основам христианства. Через несколько лет её брат отправился в Гуйян, где Люция И Чжэньмэй стала помогать священникам католической миссии в проповедовании христианства. В 1862 году Люция И Чжэньмэй вместе со священником Жан Пьером Нээль отправилась в Цзяханьлун, чтобы там открыть новую католическую миссию. В то время губернатор провинции Гуйчжоу начал преследовать христиан. Жан Пьер Нээль, Мартин У Сюэшэн, Иоанн Чжан Тяньчэнь, Иоанн Чэнь Сянхэн были арестованы и осуждены на казнь без суда. 18 февраля 1862 года, когда процессия осуждённых шла на казнь, по дороге они встретили Люцию И Чжэньмэй, которая также была схвачена стражниками и казнена вместе с другими 19 февраля 1862 года.

## Прославление
Люция И Чжэньмэй была беатифицирована 2 мая 1909 года папой Пием XI и канонизирована 1 октября 2000 года папой Иоанном Павлом II вместе с группой 120 китайских мучеников.

## Источник
- George G. Christian OP, Augustine Zhao Rong and Companions, Martyrs of China, 2005, стр. 56 (недоступная ссылка)  (англ.)